# Les Divins Secrets
Pour plus de détails, voir Fiche technique et Distribution.
Les Divins Secrets, ou Les Divins Secrets des petites Ya-Ya au Québec (Divine Secrets of the Ya-Ya Sisterhood) est un film américain réalisé par Callie Khouri, sorti en 2002.

## Synopsis
Sidda Lee Walker, jeune et brillante scénariste new-yorkaise, entretient des relations difficiles avec sa mère Vivi, femme excentrique au caractère fort. À la suite d'un malentendu qui dégrade totalement la situation, les trois amies d'enfance de Vivi, aussi exubérantes qu'intrépides, prennent les choses en main pour réconcilier la mère et la fille : elles kidnappent Sidda Lee et entreprennent de lui révéler le vrai visage de sa mère.

## Fiche technique
- Titres français : Les Divins Secrets
- Titre original : Divine Secrets of the Ya-Ya Sisterhood
- Titre québécois : Les Divins Secrets des petites Ya-Ya
- Réalisation : Callie Khouri
- Scénario : Callie Khouri, basé sur les nouvelles Divine secrets of the Ya-Ya sisterhood et Little Altars Everywhere de Rebecca Wells
- Musique : T-Bone Burnett & David Mansfield
- Photographie : John Bailey
- Montage : Andrew Marcus
- Production : Bonnie Brukheimer & Hunt Lowry
- Sociétés de production : All Girl Productions & Gaylord Films
- Société de distribution : Warner Bros.
- Pays :  États-Unis
- Langue : Anglais
- Format : Couleur - DTS - Dolby Digital - SDDS - 35 mm - 2.39:1
- Genre : Comédie dramatique
- Durée : 111 min
- Dates de sortie : 
  -  États-Unis : 7 juin 2002
  -  France : 9 octobre 2002

## Distribution
- Sandra Bullock (VF : Françoise Cadol ; VQ : Hélène Mondoux) : Siddalee « Sidda » Walker
- Ellen Burstyn (VF : Marion Loran ; VQ : Élizabeth Lesieur) : Viviane Abbott « Vivi » Walker
- Maggie Smith (VF : Claude Chantal ; VQ : Élizabeth Chouvalidzé) : Caroline Eliza « Caro » Bennett
- Fionnula Flanagan (VF : Catherine Sola ; VQ : Louise Rémy) : Aimee Malissa « Teensy » Whitman
- Shirley Knight (VF : Hélène Vanura ; VQ : Françoise Faucher) : Denise Rose « Necie » Kelleher
- Ashley Judd (VF : Catherine Hamilty ; VQ : Natalie Hamel-Roy) : Vivi jeune
- James Garner (VF : Alain Pralon ; VQ : Vincent Davy) : Shepherd « Big Shep » Walker
- Angus MacFadyen (VF : Lionel Tua ; VQ : Gilbert Lachance) : Connor McGill
- Cherry Jones : Mary Katherine Bowman « Buggy » Abbott
- Jacqueline McKenzie (VQ : Christine Bellier) : Teensy jeune
- Katy Selverstone (VQ : Anne Dorval) : Caro jeune
- Kiersten Warren : Necie jeune
- David Lee Smith (VF : Joël Zaffarano) : Shep jeune
- Leslie Silva : Willetta
- Matthew Settle : Jack Whitman
- David Rasche (VQ : Hubert Gagnon) : Taylor Abbott
- Caitlin Wachs (VQ : Kim Jalabert) : Vivi Abbott jeune

#### Articles
- Jean-Yves Dana, « Les divins secrets », Okapi no 723, Groupe Bayard, Paris, 1er octobre 2002, p. 25,  (ISSN 0751-6002)